# Asesinato en Coweta County
Asesinato en Coweta County (título original: Murder in Coweta County) es una película estadounidense para televisión del año 1983 dirigida por Gary Nelson con Johnny Cash y Andy Griffith en los papeles principales. Está basado en la novela de Margaret Anne Barnes, que relata hechos reales que ocurrieron en 1948, un acontecimiento, en el que por primera vez en Georgia un hombre blanco fue condenado a muerte por el testimonio de dos hombres negros.

## Argumento
En 1948 un hombre llamado John Wallace controlaba un condado del estado de Georgia llamado Meriweather. Su poder era absoluto y al margen de la ley. Lo llamaban por ello El reino. John Wallace era un gran propietario de tierras y hacía contrabando de alcohol. Con el dinero de ese contrabando él controlaba a los políticos locales e incluso al sheriff del lugar, lo que le permitió actuar así. Con el tiempo él incluso pensaba, que estaba por encima de la ley.
Un día en 1948 John Wallace agredió y echó a uno de sus hombres llamado Wilson Turner por haber hecho contrabando de alcohol sin su permiso. En venganza, Turner robó más tarde su vaca más apreciada. Por ello, cuando fue arrestado por el robo, él amañó a través del sheriff su salida de la cárcel para matarlo en venganza por lo que hizo. Sin embargo Turner, de forma imprevista, consiguió llegar a un condado vecino llamado Coweta, que estaba regida por un sheriff ya legendario llamado Lamar Potts, que consiguió fama por su lucha implacable por la ley. Allí, aun así, Wallace lo cogió violentamente con la ayuda de tres cómplices, lo llevó a su coche y lo mató para luego llevarse su cuerpo a su condado y enterrarlo en sus tierras.
Hubo testigos del acontecimiento y Lamar Potts, enfurecido por lo ocurrido, decidió ir a por John Wallace y a por los que le ayudaron en el crimen. Sin piedad los arrestó a todos. Además de conseguir pruebas, Potts consiguió hacer hablar a sus cómplices a cambio de una sentencia reducida. Finalmente, con la ayuda de un informante él averiguó que John Wallace más tarde quemó el cuerpo de Turner para evitar que se encuentre, cuando se dio cuenta de que Potts iba a ir a por él, para que no pudieran enjuiciarle por ello. Sin embargo, con la ayuda de ese informante él averiguó también, que dos hombres negros le ayudaron contra su voluntad al respecto para luego tirar sus cenizas en un río cercano.
A cambio de inmunidad ellos le contaron todo y le llevaron al lugar de lo ocurrido. Allí sus hombres consiguieron encontrar restos de su cuerpo no quemados en el río y también restos de su cuerpo en el lugar donde lo enterró antes y verificar que son humanos. También consiguió el testimonio de los dos hombres, de que esos eran los restos finales del cuerpo de Wilson Turner, por lo que le pudieron llevarlo, a pesar de todo, a juicio por el asesinato.
En el juicio John Wallace es declarado culpable por el crimen. Además es condenado a muerte y ejecutado por ello. Hasta el último momento pensó que iba a salirse con la suya y no se arrepintió de lo que hizo. Los tres cómplices de John Wallace en ese crimen recibieron cadena perpetua con la posibilidad de salir en 7 años por su participación en el crimen. El sheriff de Meriweather murió de un infarto antes de que le pudiesen llevar a juicio por su complicidad en el asesinato. Lamar Potts continuó siendo sheriff de su condado, donde fue sheriff por 32 años adquiriendo además la fama adicional de haber resuelto todos los casos criminales en su condado antes de dejar el cargo.

## Reparto
- Johnny Cash - Lamar Potts
- Andy Griffith - John Wallace
- Earl Hindman - J. H. Potts
- June Carter Cash - Mayhayley Lancaster
- Cindi Knight - Julia Turner
- Stuart Culpepper - Tom Strickland
- Robert Schenkkan - Wilson Turner
- Danny Nelson - Hardy Collier